# Зігфрід Гесеманн
Зігфрід Гесеманн (нім. Siegfried Hesemann; 7 липня 1912, Дортмунд — 12 травня 1943, Атлантичний океан) — німецький офіцер-підводник, корветтен-капітан крігсмаріне.

## Біографія
8 квітня 1934 року вступив на флот. З 10 липня 1942 року — командир підводного човна U-186, на якому здійснив 2 походи (разом 91 день в морі). 12 травня 1943 року U-186 був потоплений в Північній Атлантиці північно-західніше Азорських островів (41°54′ пн. ш. 31°49′ зх. д.) глибинними бомбами британського есмінця «Гесперус». Всі 53 члени екіпажу загинули.
Всього за час бойових дій потопив 3 кораблі загальною водотоннажністю 18 782 тонни.
| Дата           | Назва корабля  | Тип               | Тоннаж | Вантаж                                              | Екіпаж | Загинули | Країна             | Конвой |
| -------------- | -------------- | ----------------- | ------ | --------------------------------------------------- | ------ | -------- | ------------------ | ------ |
| 11 січня 1943  | Ocean Vagabond | Торговий пароплав | 7,174  | Пшениця, пиломатеріали і 3165 тонн сульфітного жому | 47     | 1        | Британська імперія | SC-115 |
| 23 лютого 1943 | Hastings       | Торговий пароплав | 5,401  | Баласт (1500 тонн вугільного шлаку)                 | 62     | 9        | США                | ON-166 |
| 23 лютого 1943 | Eulima         | Тепловий танкер   | 6,207  | Баласт                                              | 63     | 61       | Британська імперія | ON-166 |

## Звання
- Кандидат в офіцери (8 квітня 1934)
- Фенріх-цур-зее (1 липня 1935)
- Оберфенріх-цур-зее (1 січня 1937)
- Лейтенант-цур-зее (1 квітня 1937)
- Оберлейтенант-цур-зее (1 квітня 1939)
- Капітан-лейтенант (1 грудня 1941)
- Корветтен-капітан (1 травня 1943)

## Нагороди
- Медаль «За вислугу років у Вермахті» 4-го класу (4 роки)